# Győr–Veszprém-vasútvonal
A Győr–Veszprém-vasútvonal a GYSEV 11-es számú, egyvágányú, nem villamosított vasútvonala. A Nyugat- és Közép-Dunántúlon található, a Bakonyt keresztben szeli át. Fő erőssége, hogy miközben összeköt két fontos dunántúli vármegyeszékhelyet, Győrt és Veszprémet, egyúttal az elzártabb fekvésű bakonyi településeket is bekapcsolja az ország közlekedési vérkeringésébe. Az eredeti célon túl a vonal több évtizedre megoldotta a Bakonyban bányászott ásványkincsek (bauxit, szén és mangánérc) elszállításának gondját is a feldolgozó helyekre.
Ez Magyarország legszebb és egyben második legmeredekebb normál nyomtávú vasútvonala, melyen 20 ezrelékes emelkedők is találhatóak. A vonal újabban Bakonyvasút néven is ismert. Rendszeres vonattalálkozásokat (menetrend szerint) Győrszabadhegy, Pannonhalma, Veszprémvarsány, Bakonyszentlászló és Eplény állomásokon bonyolítanak le.
A közelmúltban a Cuha-völgyi szakasza az ország egyik turisztikai célpontja lett. Magyarország egyik legkülönlegesebb vasútvonala: műszakilag egyedülálló az országban a Porva-Csesznek és Vinye közti szakasz, ahol három alagúton és két völgyhídon át halad keresztül a Cuha-völgyben. Az egyik viadukt felett található az 1896-os vasútépítési emlékmű, valamint ezen a részen található az egyetlen omlásvédővel ellátott alagút.
A vasút helyiérdekű vasúti besorolást kapott, és az üzemeltetése mellékvonali. A vonatok átlagsebessége 40 km/óra. 2005-ben a Cuha-völgyben a támfalak lábazatát az alámosások ellen hosszú betonküszöbökkel, kőfalakkal erősítették meg. Az eredeti támfalakat olasz hadifoglyok építették az első világháború alatt. 2011-ben a Bakonyszentlászló és Veszprém közötti szakasz műemlék védettséget kapott. 2013-ban a vasútvonal a Nemzeti Vagyon része lett.
A Győr–Veszprém-vasútvonal menetrendje innen érhető el.

## Építésének okai
A 19. század végén Győrt érintően már csak egy vasútvonal kiépítése volt hátra a meglévőkön kívül ahhoz, hogy a város gócponti szerepe teljes legyen. Ez volt a Győr-Veszprém-vasútvonal, amit eredetileg Dombóvárig terveztek megvalósítani.
Zircen már egy évtizeddel előbb felvetődött a vasúti összeköttetés lehetősége. Forgalmát a Bakony fakitermelése és szállítása, valamint a makkon felhizlalt sertéseknek a győri piacra beszállítására alapozták. A helyi sertéskereskedelem ismét fellendült, a század végére a győri sertéskereskedők rátértek az iparszerű termelésre. Egymás után épültek fel a korszerű sertésszállások, melyeken egyenként évi 20-30 000 sertést hizlaltak fel. Az addig Szlavóniából, Szerbiából lábon felhajtott sertések helyébe az alföldi, bakonyi fajták léptek.
Az említett vasút megépítésének gondolata abban gyökerezett, hogy a fában, szénben, sertésben gazdag Bakony bekapcsolása a győri kereskedelembe, és Győr világforgalmi jelentőségének megőrzése és a legrövidebb fiumei vasúti összeköttetés megteremtése megvalósuljon.
Győr városa 40 000 forinttal járult hozzá az építési költségekhez, és 1895–1896-ban megindult a vasúti forgalom.

## A pálya állapota
Az alábbi táblázatban a VPE (Vasúti Pályakapacitás Elosztó Kft.) menetvonalak kiadásához szükséges pályasebesség-elosztás látható.
| Kezdőpont         | Végpont           | Táv (km) | Sebesség (km/h) |
| ----------------- | ----------------- | -------- | --------------- |
| Győr              | Győrszabadhegy    | 4,057    | 100             |
| Győrszabadhegy    | Veszprémvarsány   | 28.75    | 60              |
| Veszprémvarsány   | Bakonyszentlászló | 6,14     | 50              |
| Bakonyszentlászló | Zirc              | 16,93    | 40              |
| Zirc              | Veszprém          | 21,51    | 60              |

A következő táblázatban a VPE menetvonalak kiadásához szükséges, adott szakaszra vonatkozó legnagyobb megengedhető tengelyterhelések láthatóak.
| Kezdőpont         | Végpont           | Táv (km) | Tengelyterhelés (t) |
| ----------------- | ----------------- | -------- | ------------------- |
| Győr              | Győrszabadhegy    | 4,057    | 22,5                |
| Győrszabadhegy    | Bakonyszentlászló | 34,892   | 21                  |
| Bakonyszentlászló | Veszprém          | 38,45    | 17                  |

## A Győr–Veszprém–Dombóvár[6]vasútvonal építése (1895–1896)
A vasútvonalat a Győr-Veszprém-Dombóvári HÉV vasúttársaság építette. A minisztérium 1895 márciusában adta ki a vasútvonal építési engedélyét az „engedményes” uraknak, Steiner Ignác, Szél Kálmán és Getto Frigyes vállalkozóknak. A tényleges munkákat már április 1-jén megkezdték Győrszabadhegyen, ahol a földmunkákhoz a szigetközi ármentesítési munkákhoz felfogadott, majd elbocsátott alföldi kubikosokat alkalmaztak. Május elején már Győr és Zirc között teljes erővel folyt az építkezés. A teljes vonalon 3200 földmunkás, 160 kőműves, 300 kőfejtő/kőtörő és 300 kocsifuvaros dolgozott.
A vasútvonal teljes hossza 198,72 km. Május végéig a földmunkák teljes hosszának 30%-a, a hidak, átereszek, őrházak 15%-a készült el. Összesen 493 méter alagutat kellett készíteni, melyből a leghosszabb az Eplénynél épült lókúti alagút, mely 242 méter hosszú. Ezen 300 munkás dolgozott.
Az engedélyező okirat alapján a pálya 40 km/óra sebességű, 200 méter ívnagyságú, 20‰-es esésű, 4 méter koronaszélességű. Minden állomásnál 40 m², minden őrháznál 1000 m² kertet kellett biztosítani. Bakonyszentlászlón mint vízvételező állomáson 400 méter hosszú állomást kellett kialakítani.
1895. október elejére elkészült a Győr-Bakonyszentlászló közti 34 km-es szakasz. Elkészült a Cuha-völgy három alagútja is Porva-Csesznek és Vinye között: a Cuha-völgyi 37, a porvai 31, az alsó-porvai alagút 110 méter hosszú. Itt több, mint 1000 ember dolgozott. Már csak a síneket kellett beemelni és álltak már a hidak is. Ezek különböző méretűek voltak: 8, 10 és 12 méteresek. A teljes munkán 25 vasúti mérnök irányításával 7800 kézi napszámos dolgozott. A Győr–Bakonyszentlászló szakaszt 1896. augusztus 11-én adták át a forgalomnak.
Eleinte a vonalon egyetlen személyvonat közlekedett. Reggel (Bakony)Szentlászlóról indult és este ott is fejezte be a napot. Ez nagyon sok gondot okozott, hiszen reggel nem lehetett Szentlászlóra, este pedig Győrbe eljutni. A személyszállítási tarifa az 1890-ben bevezetett zónadíjon alapult.
A második szakaszban került sor a Bakonyszentlászló–Veszprém vonal átadására 1896. december 16-án. (a vinyei fűrészüzem 1912-től működik.)
A vonal 11-es vonalként jelenleg Veszprémben ér véget. A Győr-Veszprém-Dombóvári HÉV további szakaszai a jelenlegi MÁV számozás szerint a 27-es számú Lepsény–Veszprém-vasútvonal és a 49-es számú Dombóvár–Lepsény-vasútvonal vasútvonal. Ma már utóbbiak egyikén sincs személyforgalom, a 49-es vonal egy rövid Lepsény–Enying szakasz kivételével gyakorlatilag megszűnt az 1990-es években. Régebben a 11-es vonalhoz menetrendileg hozzátartozott a Veszprém–Alsóőrs vasútvonal szakasz is, ez azonban nem a Győr-Veszprém-Dombóvári HÉV része volt, valamint az 1960-as évek végével az is megszűnt.

## Jelentős események a vasútvonal történetében

### A vasúti forgalom megindulása

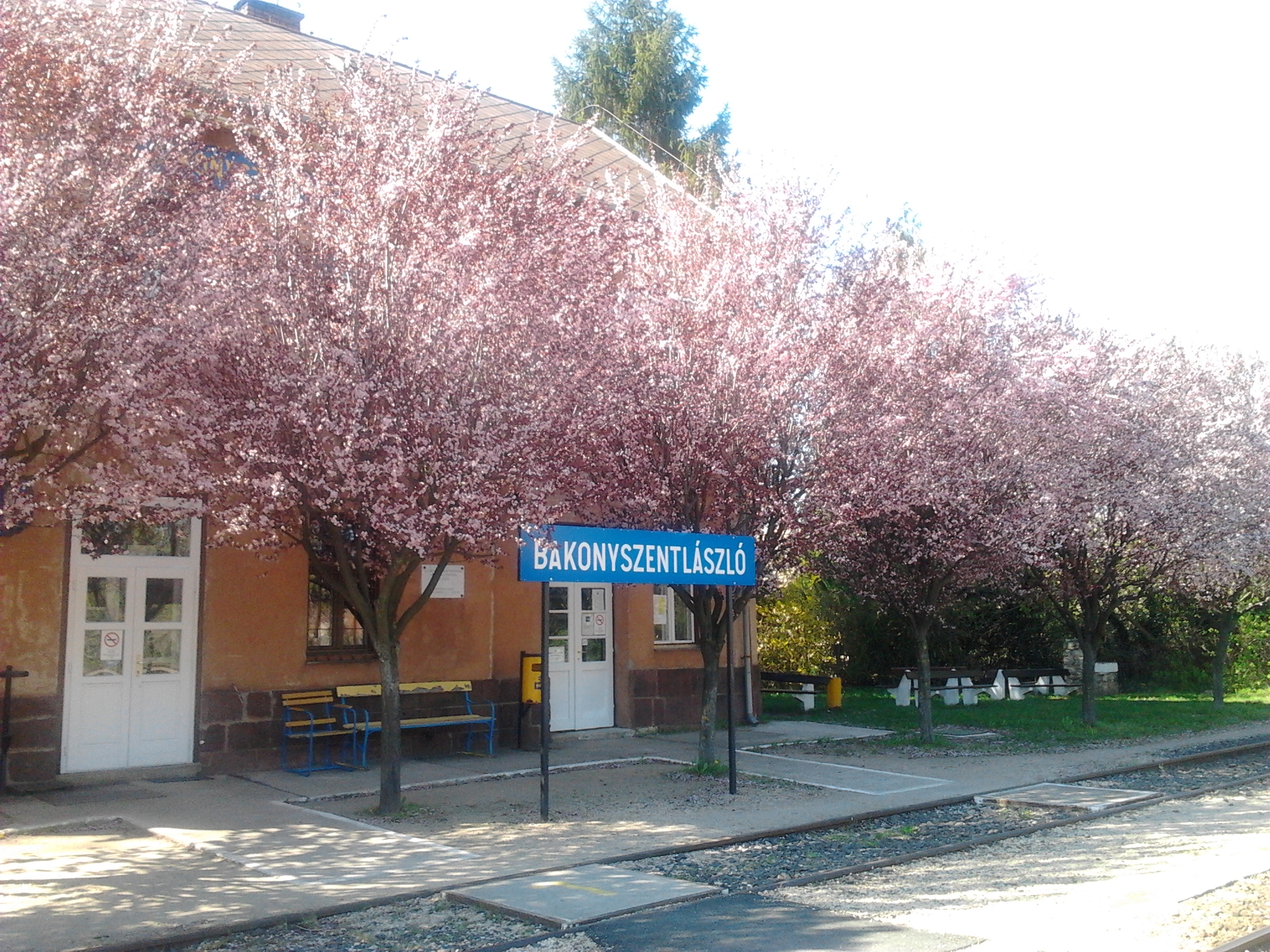
Bakonyszentlászló vasútállomása

A 19. század végén Győr-Veszprém vasút kiépítése volt hátra. Mint a korábbiakban láttuk, Zircig már egy évtizeddel előbb felvetődött a vasúti összeköttetés megvalósításának kérdése, a megvalósításra azonban csak most nyílt lehetőség. Forgalmát a Bakony fakitermelése és szállítása, valamint a makkon felhizlalt sertéseknek a győri piacra, történő beszállítására alapozták. Az 1880-as években Győrött kezdenek eltűnni a válság jelei. A helyi sertéskereskedelem ismét fellendül, és a század végére a győri sertéskereskedők rátérnek az iparszerű sertéstermelésre. Egymás után épülnek fel a korszerű sertésszállások, melyeken egyenként évi 20000–30000 db sertést hizlalnak fel. Az eddig Szlavóniából, Szerbiából lábon felhajtott sertések helyébe az alföldi és a bakonyi fajták lépnek, melyek 400–450 kg-ra is felhizlaltak. Ebből a helyzetből vetődik fel az említett vasút gondolata, mellyel a cél a fában, szénben, sertésben gazdag Bakony bekapcsolása a győri kereskedelembe, és Győr világforgalmi jelentőségének megőrzése érdekében a legrövidebb fiumei vasúti összeköttetés megteremtése. Győr városa 40 000,– Ft-tal járult hozzá az építési költségekhez, és 1895/96-ban a vasúton megindult a forgalom. A tervezett forgalmi elvárásoknak ugyan a vasút nem felelt meg, de az általa érintett területek fejlődését elősegítette. Ugyanis a 19. század végére a győri állatkereskedelem visszaesett, szinte teljesen eltűnt.

### Mangánércszállítás
A Trianon utáni Magyarország mangánérckészlete elsősorban a Bakony jura kori kőzeteibe ágyazva, Úrkút és Eplény határában volt megtalálható. Eplényben a mangánérc-kitermelés 1932-ben indult meg. Ez elsősorban az ózdi kohókba került, de szállítottak belőle Németországa is. 1944-ben a bánya hadiüzem lett, majd 1946-ban államosították. 1949-től az Ércbányászati Nemzeti Vállalat része lett.
1975-en elrendelték a bányászat tartós szüneteltetését, ami az eplényi bányászat végét jelentette. Összes kitermelése a 43 év alatt 740 500 tonna érc volt.

### Bauxitszállítás

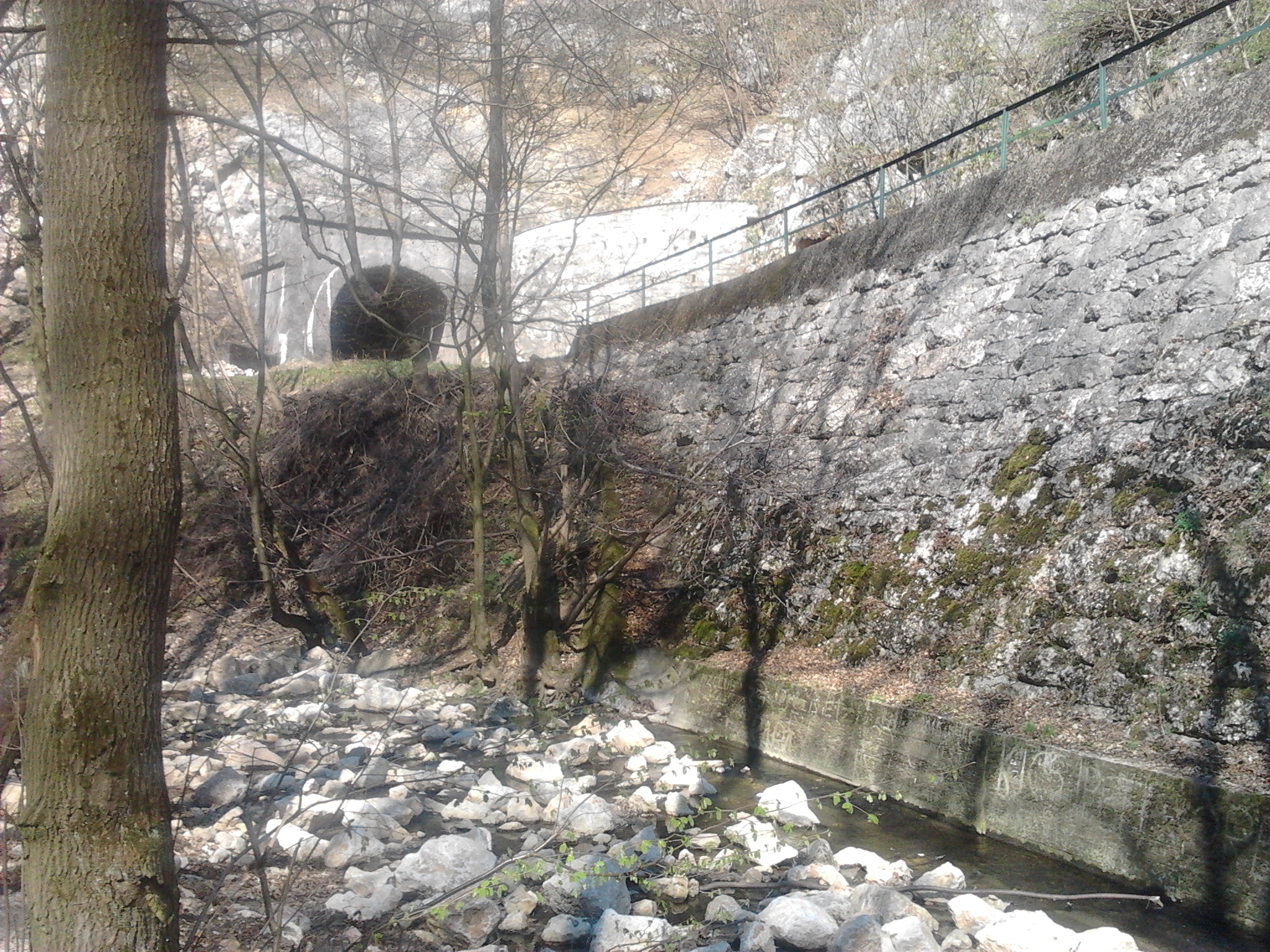
Vasúti alagút a Cuha-patak mellett

A Bakony északi részében is feltételeztek bauxitvagyont. Vadász Elemér geológus több kutatást irányított, eredménytelenül. Az 1950-es évek végén, az 1960-as évek elején Fenyőfő és Bakonyszentlászló között jelentős bauxitvagyonra bukkantak, de csak 20 év múlva kezdődött el – népgazdasági érdekből – a kitermelése. Bakonyszentlászló határában 1982-ben kezdődtek el a tényleges munkák. A bányanyitáskor több problémával kellett szembenézni (például a lejtőaknák nyitópontjának biztonságos kijelölésével, részben a természetvédelmi terület és a temető alatt húzódó aknák miatt). Ezek 1985-re megoldódtak. A bánya 1984-től üzemelt, de hivatalosan 1985-ben adták át. A bányák működése alatt az üzem 4 millió tonna mélyművelésű és 1,2 millió tonna külfejtésű bauxitot adott hazai és kis részben külföldi (szovjet) timföldgyáraknak. A Bakonyi Bauxitbánya Vállalat 1996-ban új bányát nyitott a kimerültek pótlására. A térségben ismert ércvagyon a kétezres évek elejéig biztosította a bauxitbánya munkájához szükséges alapanyagot. A bauxitot célvonatokkal szállították az almásfüzitői és mosonmagyaróvári timföldgyárakba.

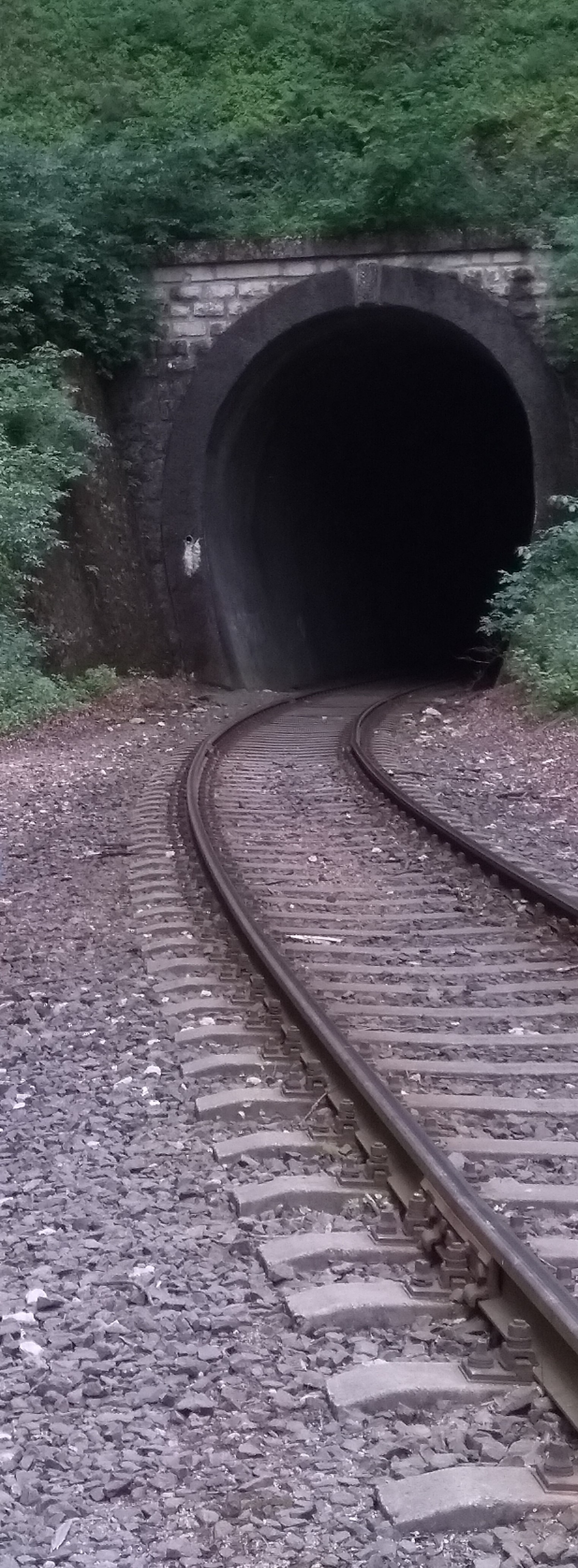
Az alsó-porvai alagút Vinye felől nézve

Dudaron és környékén az 1940-es évek elején szenet találtak. A folyamatos termelés 1945 után indult meg. A megnövekedett szállítási igények kielégítésére 1957-ben 9 kilométeres szárnyvonalat építettek ki Zirctől. A vasútvonal korszerű 48 kg-os sínekből és vasbetonaljazatokkal készült. A szénvagyon kimerüléséig illetve a bányabezárási program beteljesülésig folyt a szén szállítása az ország minden részébe. A vonal személyszállítása 20 évvel ezelőtt megszűnt, mert a Veszprém vármegyei VOLÁN részekre szakadása után a Bakony Volán, amelynek központja Dudaron volt, a környékbeli munkások szállítására szakosodott. Ezután a vasútvonalat a környéken kitermelt bauxitvagyon elszállítására használják. Sajnos a bauxitvagyon kimerülése éveken belül várható. A 80-as években az Eocén program keretében tervezték egy Dudar-Balinkabánya vasútvonal építését is, összekötve a bakonyi bányákat.

### Személyszállítás

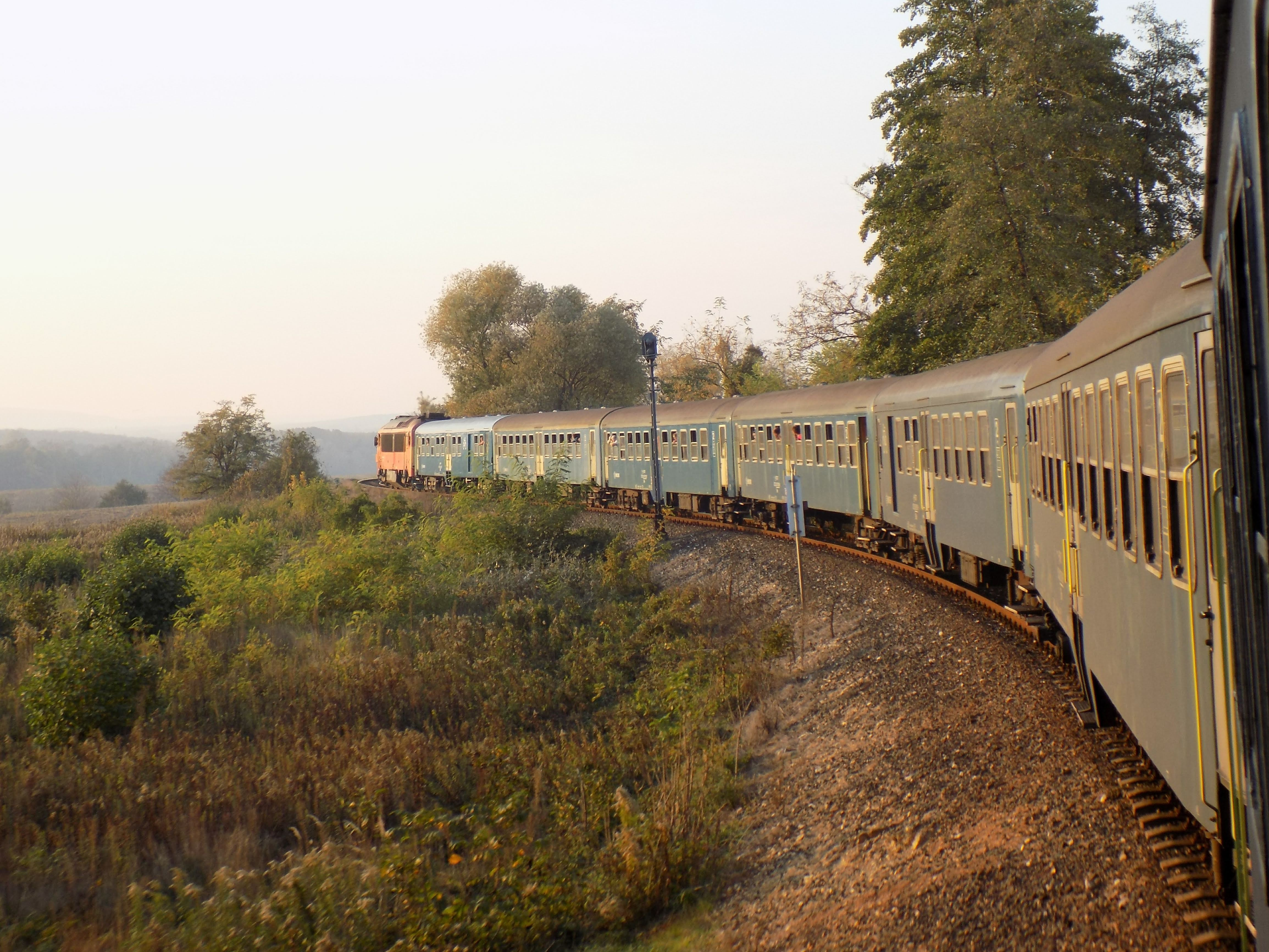
Személyvonat Bakonyszentlászló és Bakonygyirót között

A vasútvonalon a személyszállítás sokáig nem szerepelt különösen nagy volumenben. Az 1950-es és az 1960-as évektől azonban a belföldi turizmus fellendülésével, a diák-, és kirándulócsoportok megjelenésével a bakonyi természetjárók fontos célterülete lett.

## Érdekességek

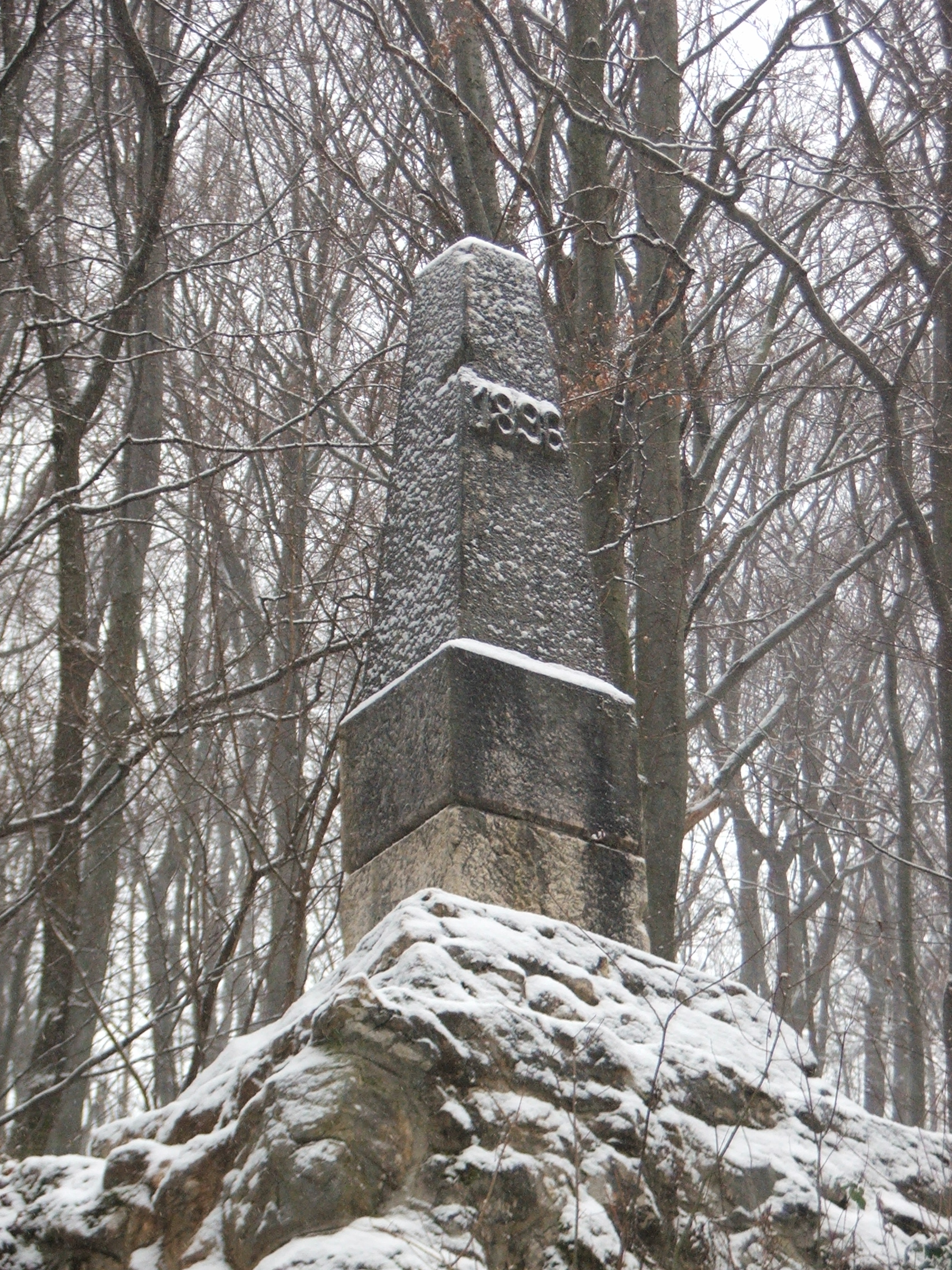
A vasút építésének időpontját jelölő obeliszk

A vonal a figyelem középpontjába került, amikor 2006-ban a kormány megszorító intézkedései miatt napirendre került a forgalom szüneteltetése rajta Veszprém-Veszprémvarsány között. Bezárása végül társadalmi nyomás miatt elmaradt.
A vasútvonal Magyarország ritka hegyi vasútvonalai közé tartozik: műszakilag is egyedülálló az országban a Porva–Csesznek és Vinye közti impozáns szakasz, ahol három alagúton és két völgyhídon át halad át a Cuha-patak mély völgyében. A Gubányi Károly nevét őrző viadukt mellett található az 1896-os vasútépítési emlékmű, valamint ezen a részen található az egyetlen omlásvédővel ellátott alagút. A Veszprém–Veszprémvarsány vonalrész mellékvonalakra jellemző állapotban van, a vonatok átlagsebessége 42 km/óra. 2005-ben a Cuha-völgyben a támfalak lábazatát az alámosások ellen hosszú betonküszöbökkel, kőfalakkal megerősítették. Az eredeti támfalakat az első világháborúban olasz hadifoglyok építették – kötőanyag nélkül.
A vasútvonal turisztikai jelentőségét Győr–Pannonhalma (Pannonhalmi Bencés Főapátság) – Zirc (apátság, Reguly Antal Könyvtár, arborétum) – Veszprém nevezetességekben gazdag városainak összekötésén túl a Bakonyon átvezető Cuha-völgyi szakaszának köszönheti. A közutaktól távol eső vadregényes szurdok Vinye (turistaház, Pokol csárda, Cuha-völgyi tanösvény, turistautak) és Porva–Csesznek (turistaház, kulcsosházak, turistautak a cseszneki várhoz, Gézaházára, az Ördög-árokba, Porvára, a Kőris-hegyre, sétaút a Cuha-völgyben) erdei állomása (Magas-bakonyi Tájvédelmi Körzet) a turisták, kerékpárosok kiindulópontja. Számos óvoda, iskola kirándulásait, környezetvédő gyerektáborait a Bakonyba, a Cuha-völgybe szervezi, mely a környezetbarát vasúttal a környezeti nevelés, a szakmai terepmunka célja. A vonalnak azonban nem csak turisztikai jelentősége van, hivatásforgalmat bonyolít Győr és a környező települések között.

## A vasútvonal jelenlegi helyzete

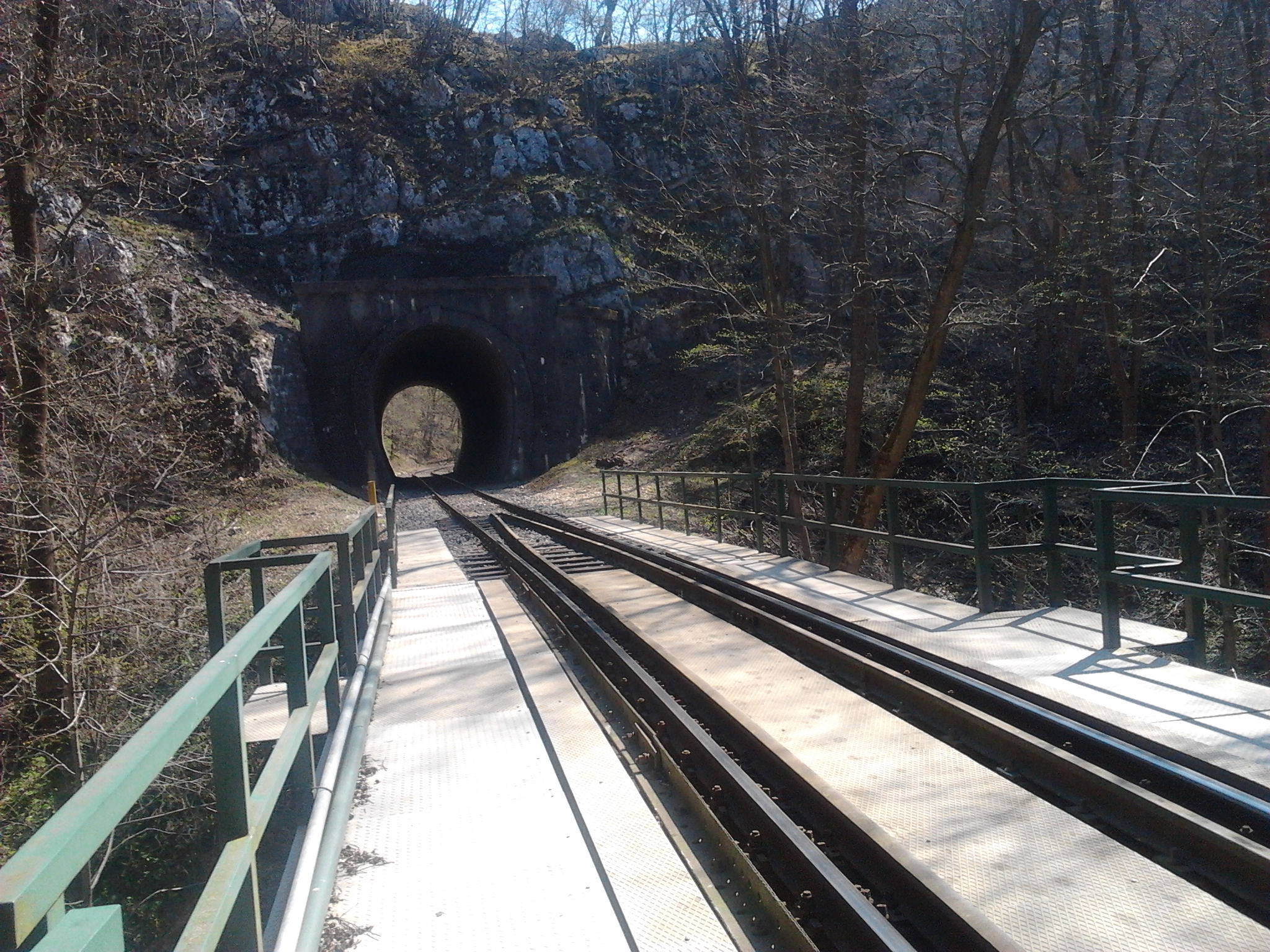
A Cuha-völgyi alagút a Gubányi Károly viadukt felől nézve

### Vasútvonal bezárási tervek
A MÁV Rt. 2006 júliusában napvilágot látott vonalbezárási tervei között a Bakonyt átszelő, turisztikailag különösen fontos Győr–Pannonhalma–Bakonyszentlászló–Porva-Csesznek–Zirc–Veszprém vasút is szerepelt. A terv megvalósítása ellen a térségben élők összefogtak.
Érveik szerint „a Győr–Veszprém vasútvonal nem pusztán egy közlekedési eszköz, jóval több annál: nemzeti érték, mely közúton nem pótolható hegyipályaként kultúrtörténeti emlékeket, világörökségi helyszínt és természeti értékeket kapcsol össze”.

### A Győr-Moson-Sopron megyei közgyűlési nyilatkozat

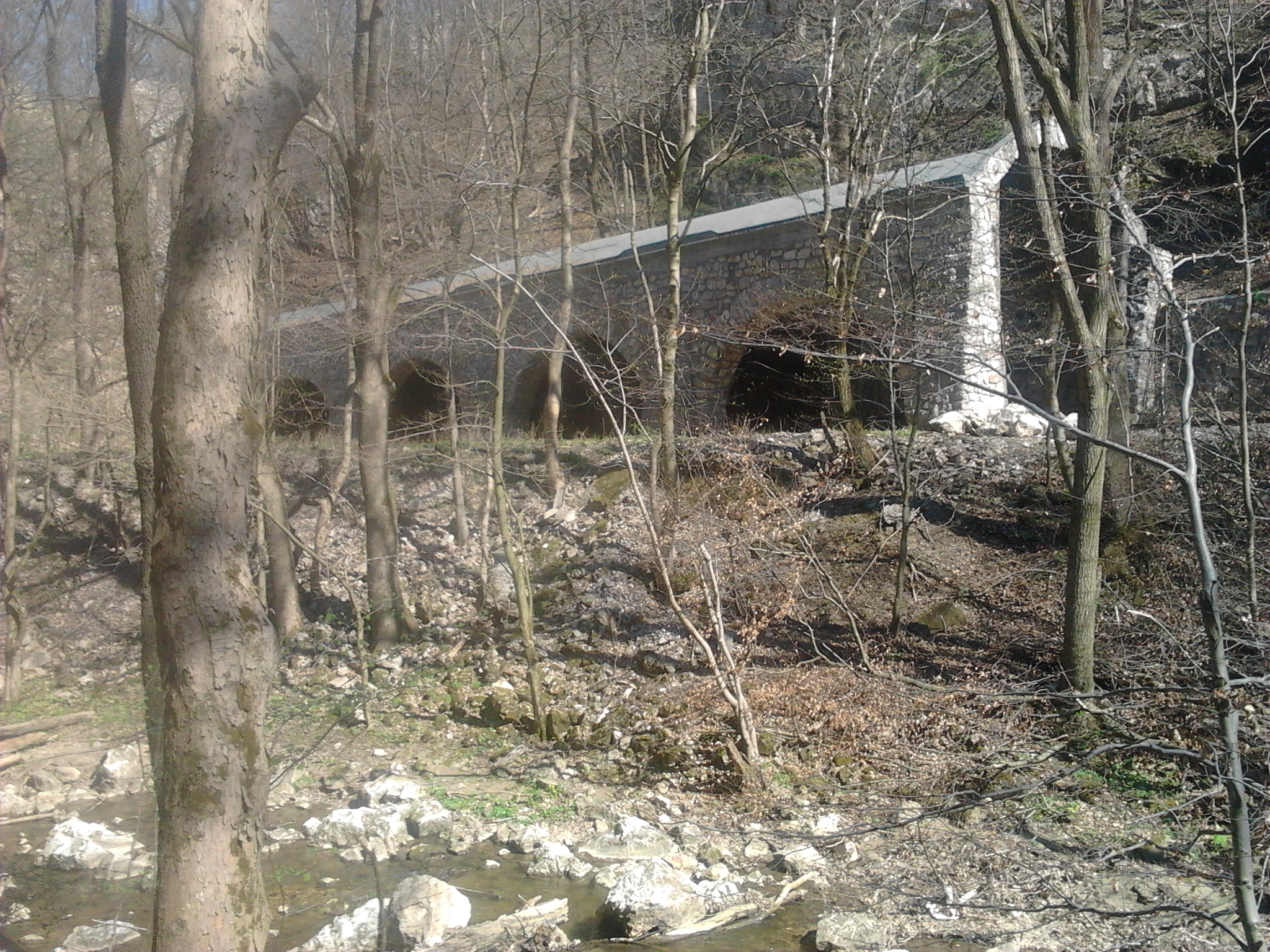
A porvai alagút boltozatos omlásvédője a vasútvonal felett.

A megyei képviselő-testület 2007. augusztus 3-i ülésén közgyűlési nyilatkozatként szerepelt a Győr–Veszprém vasútvonal végleges fennmaradását támogató közgyűlési nyilatkozata, amelyet a testület 28 igen, 6 nem és 3 tartózkodás mellett elfogadott. Egyben felkérte alelnökét, Kara Ákost, hogy a közgyűlési nyilatkozatot küldje meg a gazdasági és közlekedési miniszternek.
A nyilatkozatban szerepel: Győr-Moson-Sopron Megye Önkormányzatának Közgyűlése – a vasútvonallal érintett településekkel folytatott konzultáció alapján – kéri a Győr–Veszprém szakaszon a vasútvonal végleges fennmaradását, különös tekintettel a személyszállítási közszolgáltatás fenntartását a Veszprémvarsány–Veszprém közötti szakaszán.
Egyetért az érintett települések azon kezdeményezésével, sőt kifejezetten szükségesnek tartja, hogy a 11-es vasútvonal Bakonyszentlászló–Veszprém közötti szakasza (különös tekintettel a Cuha-völgyi szakaszra, valamint az eplényi alagútra és a Veszprém és Eplény közötti völgyhidakra) vasúti műemléki védelem alá kerüljön, tekintettel annak – a Magyarországon egyedülálló – turisztikai, ipartörténeti, környezetvédelmi értékeire.

### A Cuha-völgy ébredése

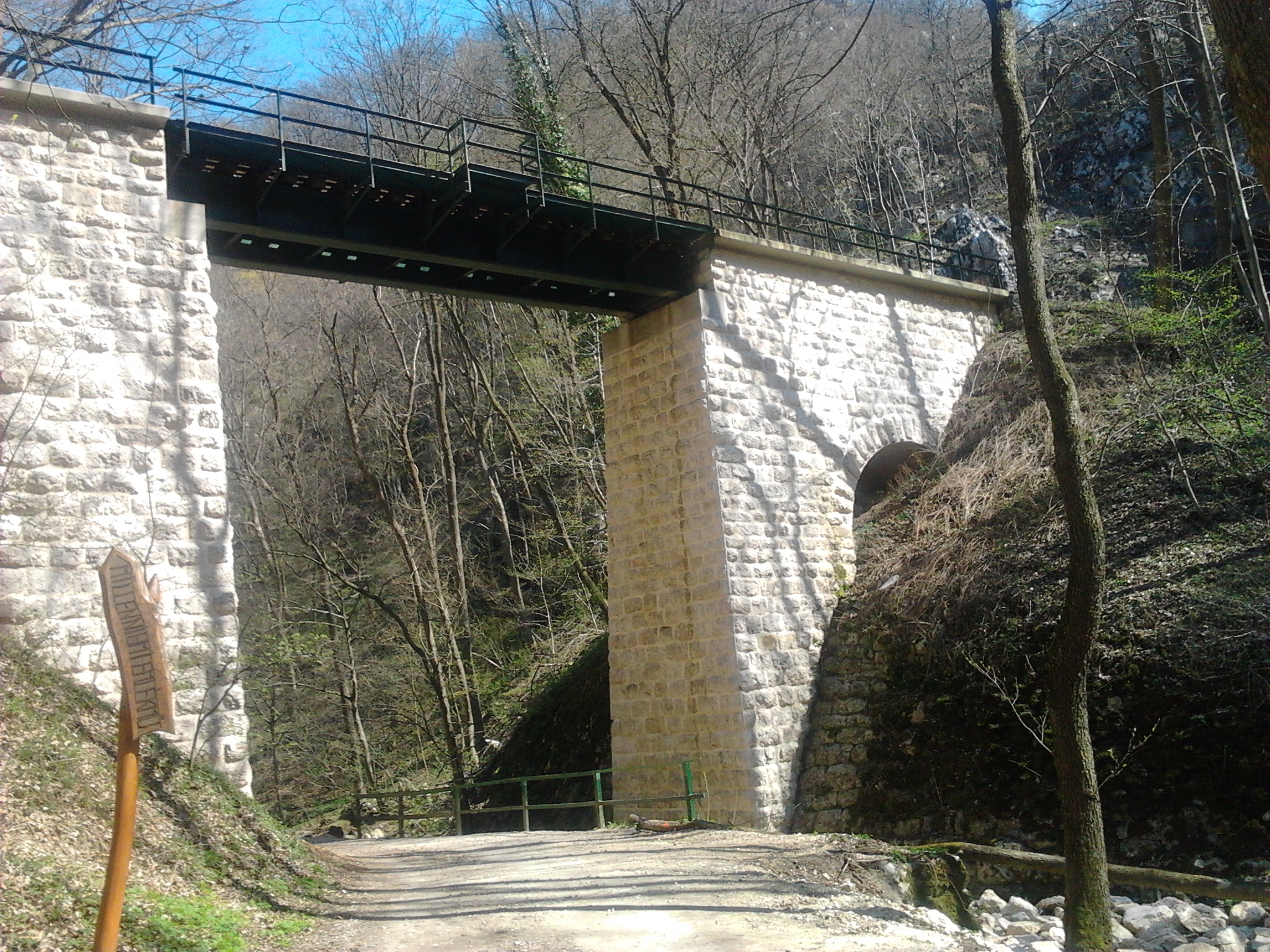
A Gubányi Károly viadukt

A vasútvonalat védő civilszervezet azt akarja elérni, hogy korszerű járművek közlekedjenek a Bakonyban. 2009. április 25-én rendezték a 3. Cuha-völgyi vasút ünnepét. Ebből az alkalomból különvonatok indultak Győrből és Székesfehérvárról; ezen a napon négyszer is Siemens Desiro motorvonat közlekedett a vonalon. A Cuha-völgyi Bakonyvasút Szövetség a rendezvénnyel azt szerette volna elérni, hogy 2010 januárjától ez mindennapos legyen. A „próbanapon” több százan utaztak e vonatokkal.

### Személyszállítás részleges szüneteltetése
A vasútvonalon Zirc és Veszprém között a személyszállítás 2009. december 13-tól, a 2009/2010. évi menetrendváltástól részlegesen szünetel. Ezen a szakaszon a személyvonatok csak hétvégéken közlekednek. A személyforgalom 2010. július 4-től indult újra.

### Filmforgatások a vasútvonalon
A vasútvonal néhány alkalommal filmforgatási helyszínül szolgált. Itt forgatták 1968-ban a Bors című tévésorozatot, 1975-ben Bacsó Péter Ereszd el a szakállamat! című filmjét, illetve a Kántor című tévésorozat Ellopott vonat című epizódját, 1976-ban Szabó István Budapesti mesék című filmjének, 1987-ben pedig a Nyolc évszak című tévésorozatoknak szolgált forgatási helyszínül.

## Lásd még
- Dombóvár–Lepsény-vasútvonal
- Lepsény–Veszprém-vasútvonal
- Alsóörs–Veszprém-vasútvonal